# N-buna
n-buna（ナブナ、1995年8月17日 - ）は、日本の男性ソングライター、編曲家、ボカロP、ギタリスト。2012年からVOCALOIDを使用して楽曲を制作する「ボカロP」としての活動を始めた。他のアーティストへの楽曲提供を行うとともに、2017年からはsuisとの男女2人組のロックバンド・ヨルシカのギタリスト兼作曲を担当する。所属レコードレーベルはユニバーサルJ。

## 経歴
岐阜県出身。中学校2年生のときにエレクトリック・ギターを購入し、音楽活動を始める。その後、母親からノートパソコンをもらい、DTMを始める。
ニコニコ動画にて「アリストラスト」を2012年に初投稿、VOCALOIDプロデューサーとしての活動を始める。その後「透明エレジー」（2013年投稿）で、ニコニコ動画のVOCALOIDカテゴリのデイリー総合ランキング自身初の1位になる。
初の同人アルバム『カーテンコールが止む前に』2014年4月26日発売。
初の全国流通アルバム『花と水飴、最終電車』2015年7月22日発売。
2枚目の全国流通アルバム『月を歩いている』2016年7月6日発売。同アルバム購入者から抽選で招待という形で初のワンマンライブを同8月14日開催。
参加バンド「ヨルシカ」の1stミニアルバム『夏草が邪魔をする』が2017年6月28日発売。（以降バンド活動は、ヨルシカの項目を参照）

## 音楽性
「情景描写と心理描写を重ねた情緒的な歌詞と、ギター・サウンドを中心とした印象的なメロディが特徴。」と評される。また、音楽ライターの風間大洋は、n-bunaの楽曲について「いわゆる“ボカロ的”な変拍子や転調の使い方と、オーソドックスなPOPやロックのサウンドが違和感なく合わさっている」と述べ、n-bunaのことを、ネット音楽とそれ以外の音楽を分け隔てなく扱う「新世代」のVOCALOIDプロデューサーと評している。
楽曲を制作する際は、情景を思い浮かべてから制作に取り掛かる。情景の中でも、とりわけ地元である岐阜県の情景に影響を受けている。

## ディスコグラフィ

### アルバム
| 枚  | 発売日        | タイトル                 | 規格品番                                    |
| --- | ------------- | ------------------------ | ------------------------------------------- |
| 1st | 2014年4月26日 | カーテンコールが止む前に | DUED-1004                                   |
| 2nd | 2015年7月22日 | 花と水飴、最終電車       | DGUR-10005                                  |
| 3rd | 2016年7月6日  | 月を歩いている           | DUED-1174（初回限定盤） DUED-1175（通常盤） |

### 配信限定シングル
| 発売日        | タイトル                       |
| ------------- | ------------------------------ |
| 2015年2月23日 | 劇場愛歌                       |
| 2015年7月8日  | アイラ                         |
| 2017年8月30日 | ボロボロだ                     |
| 2018年3月9日  | ヨヒラ                         |
| 2019年5月10日 | Silence (feat. Sarah Furukawa) |

### コンピレーション
| 発売日         | タイトル                                                              | 収録曲                   |
| -------------- | --------------------------------------------------------------------- | ------------------------ |
| 2013年9月27日  | VOCALOID Professional 2013 feat.初音ミク                              | さよならワンダーノイズ   |
| 2013年10月23日 | V love 25 -Hearts-                                                    | 透明エレジー             |
| 2013年11月13日 | ボカ☆フレ!2 -VOCALOID FRESHMEN2-                                      | 透明エレジー             |
| 2014年5月21日  | V LOVE 25 ～Imagination～                                             | ウミユリ海底譚           |
| 2014年10月8日  | IA THE WORLD ～心～                                                   | 夜明けと蛍               |
| 2014年11月15日 | mementomori                                                           | 雨になりたい             |
| 2014年12月24日 | EVERGREEN SONGS 2013                                                  | さよならワンダーノイズ   |
| 2015年3月4日   | EXIT TUNES PRESENTS VOCALOFANTASY feat.初音ミク                       | ウミユリ海底譚           |
| 2015年3月4日   | #IVPB ～イケメンボイスパラダイスベスト～                              | 不明                     |
| 2015年6月24日  | VOCALOID Masterpiece Collections feat. GUMI 12-14                     | 透明エレジー             |
| 2015年8月16日  | ミヤコワスレ終末論                                                    | ライフライトブルー       |
| 2015年9月30日  | Neru『マイネームイズラヴソング<初回限定盤>』                          | 不明                     |
| 2016年6月8日   | 初音ミク -Project DIVA- X Complete Collection                         | ウミユリ海底譚           |
| 2016年8月3日   | 初音ミク「マジカルミライ 2016」OFFICIAL ALBUM                         | ウミユリ海底譚           |
| 2016年9月21日  | EXIT TUNES PRESENTS Vocalocreation feat.初音ミク                      | メリュー                 |
| 2016年11月9日  | 初音ミクシンフォニー～Miku Symphony 2016～オーケストラ ライブ CD      | ウミユリ海底譚           |
| 2017年1月25日  | KARENT presents Winterland's Anthology feat. 初音ミク                 | スターナイトスノウ       |
| 2017年3月15日  | EXIT TUNES PRESENTS Vocalohistory feat. 初音ミク                      | ウミユリ海底譚           |
| 2017年8月30日  | HATSUNE MIKU 10th Anniversary Album 「Re:Start」                      | ボロボロだ               |
| 2017年12月20日 | Desktop Magicians                                                     | 白ゆき                   |
| 2018年1月17日  | EXIT TUNES PRESENTS Vocaloseasons feat. 初音ミク～Winter～            | スターナイトスノウ       |
| 2018年7月18日  | EXIT TUNES PRESENTS Vocaloseasons feat. 初音ミク～Summer～            | 背景、夏に溺れる         |
| 2019年1月23日  | Snow White Record feat. 初音ミク                                      | スターナイトスノウ       |
| 2019年3月20日  | EXIT TUNES PRESENTS Vocalostream feat. 初音ミク                       | アイラ                   |
| 2019年4年24日  | 初音ミクシンフォニー～Miku Symphony 2018-2019～オーケストラ ライブ CD | メルティランドナイトメア |
| 2019年6月19日  | EXIT TUNES PRESENTS Gumissimo from Megpoid -10th ANNIVERSARY BEST-    | 透明エレジー             |

## 楽曲提供
| 発売日         | タイトル              | アーティスト           | 担当           |
| -------------- | --------------------- | ---------------------- | -------------- |
| 2016年6月1日   | 花に夕景              | 三月のパンタシア       | 作詞 作曲 編曲 |
| 2016年12月7日  | ルラ                  | さユり                 | 作詞 作曲 編曲 |
| 2017年3月8日   | 青に水底              | 三月のパンタシア       | 作詞 作曲 編曲 |
| 2017年4月26日  | 君じゃない誰かと      | 上野優華               | 作曲 編曲      |
| 2017年5月17日  | ケーキを焼く          | さユり                 | 編曲           |
| 2018年7月4日   | 輪廻                  | みゆはん               | 編曲           |
| 2018年11月7日  | ファンタジック        | 井上苑子               | 作詞 作曲 編曲 |
| 2018年11月14日 | 可能性のコンチェルト  | つばきファクトリー     | 作曲           |
| 2018年11月21日 | 恋を落とす            | 三月のパンタシア       | 作詞 作曲 編曲 |
| 2019年3月13日  | 街路､ライトの灯りだけ | 三月のパンタシア       | 作詞 作曲 編曲 |
| 2019年3月13日  | 青春なんていらないわ  | 三月のパンタシア       | 作詞 作曲 編曲 |
| 2019年7月10日  | 永遠はきらい          | 上白石萌音             | 作曲 編曲      |
| 2020年9月30日  | 煙                    | 三月のパンタシア       | 作詞 作曲 編曲 |
| 2021年1月20日  | 光あれ                | 岡野昭仁               | 作詞           |
| 2021年6月23日  | 真夏のダイナソー      | 日食なつこ             | 編曲           |
| 2021年6月23日  | Diamonds              | 上白石萌音             | 編曲           |
| 2022年3月2日   | 初恋                  | 神はサイコロを振らない | 作曲 編曲      |
| 2022年3月16日  | your trip             | chilldspot             | 編曲           |
| 2022年4月18日  | ex ダーリン           | クリープハイプ         | 編曲           |
| 2022年10月19日 | 心臓                  | 藍井エイル             | 作詞 作曲 編曲 |
| 2023年4月12日  | 春の夢                | JUNNA                  | 作詞 作曲 編曲 |
| 2023年8月23日  | インスタント          | 岡野昭仁               | 作詞 作曲 編曲 |

## タイアップ
| 起用   | タイトル     | タイアップ                                             |
| ------ | ------------ | ------------------------------------------------------ |
| 2016年 | 花降らし     | ラジオドラマ『ナデシコですから』テーマソング。         |
| 2020年 | ハローハロー | NHK Eテレ『天才てれびくん hello,』エンディングテーマ。 |
| 2021年 | また明日     | NHK Eテレ『天才てれびくん hello,』エンディングテーマ。 |

## ライブ
| 開催           | タイトル                          | 会場              |
| -------------- | --------------------------------- | ----------------- |
| 2016年8月14日  | n-buna 1st Live『月を歩いている』 | 東京・新代田FEVER |
| 2016年11月10日 | n-buna 1st Live『月を歩いている』 | 東京・UNIT        |